# فرضیه تسکین حالت منفی
فرضیه تسکین حالت منفی (انگلیسی: Negative-state relief model) بیان می‌کند که انسان یک انگیزه ذاتی برای کاهش خلق و خوی منفی دارد. آبیان می‌کند که انسان یک انگیزه ذاتی برای کاهش خلق و خوی منفی دارد. با درگیر شدن در هر رفتاری که خلق و خوی مثبت را افزایش می‌دهد، از جمله رفتار کمکی، زیرا با ارزش‌های مثبتی مانند لبخند و تشکر همراه است، می‌توان خلق و خوی منفی را کاهش داد؛ بنابراین خلق و خوی منفی، کمک‌کننده بودن را افزایش می‌دهد، زیرا با کمک به دیگران می‌تواند احساسات بد خود را کاهش دهد.